# Trypanosyllis parazebra
Trypanosyllis parazebra är en ringmaskart som beskrevs av Hartmann-Schröder 1965. Trypanosyllis parazebra ingår i släktet Trypanosyllis och familjen Syllidae. Inga underarter finns listade i Catalogue of Life.